# 上德劳堡
上德劳堡是奥地利克恩顿州德劳河畔施皮塔尔县的一个市镇。总面积69.91平方公里，总人口1316人，人口密度18.8人/平方公里（2005年）。